# Hasan Özer
Hasan Özer (* 1. Oktober 1974 in Siirt) ist ein ehemaliger türkischer Fußballspieler und heutiger Trainer. Sein älterer Bruder Mustafa Özer war ebenfalls als Profifußballspieler aktiv gewesen und schaffte es wie Mustafa zum Nationalspieler.

## Vereinskarriere
Hasan Özer begann seine professionelle Karriere in seiner Heimat bei Siirtspor. Bereits nach einer Saison gelang ihm der Sprung in die Süper Lig. Gaziantepspor verpflichtete den jungen Stürmer zusammen mit dessen älterem Bruder Mustafa. Er kam in seiner ersten Saison auf 16 Einsätzen und erzielte sechs Tore. Zur Saison 1995/96 wechselte Özer zu Trabzonspor. In den Spielzeiten 1995/96 und 1996/97 kam er regelmäßig zum Einsatz, jedoch änderte sich das in der Saison 1997/98. Nach nur acht Ligaspielen in der Hinrunde verlieh man ihn bis zum Saisonende an Şekerspor.
Am Ende der Saison trennten sich die Wege zwischen Özer und Trabzonspor. Er unterschrieb bei Altay Izmir und spielte dort 54 Spiele und erzielte 22 Tore. Gaziantepspor holte seinen ehemaligen Stürmer zur Saison 2000/01 zurück. In 32 Spielen machte Özer 18 Tore und schaffte es mit dieser Leistung in die türkische Fußballnationalmannschaft. In der darauffolgenden Spielzeit folgten Wechsel zu Çaykur Rizespor und Malatyaspor auf Leihbasis. Die Saison 2003/04 verbrachte er komplett bei Gaziantepspor. In seiner letzten Saison in Gaziantep wurde Özer an Akçaabat Sebatspor verliehen. Es folgten kurze Engagements bei Diyarbakırspor und Antalyaspor. Beim letzteren gelang der Aufstieg aus der 2. Liga in die Süper Lig. 
Nach dem Aufstieg wurde sein Vertrag gekündigt und er unterschrieb bei Elazığspor und beendete 2008 im Trikot von Altay Izmir seine Karriere. 

## Nationalmannschaft
Hasan Özer gab sein Debüt für die Türkei am 28. März 2001 im WM-Qualifikationsspiel gegen Mazedonien. Insgesamt kam er zu 5. Länderspielen. Für den Kader zur Fußball-Weltmeisterschaft 2002 wurde er nicht nominiert.

## Trainerkarriere
Einige Monate nach seinem Karriereende wurde Hasan Özer Chef-Trainer bei Elazığspor. Trotz einer positiven Bilanz von 7 Siegen und zwei Unentschieden in 13 Spielen wurde die Zusammenarbeit am 13. April 2009 beendet. Seit der Saison 2010/11 ist Özer Co-Trainer von Hikmet Karaman. So war er neben Karaman bei Manisaspor, Gaziantepspor und Bursaspor tätig. 
Am 31. Oktober 2013 ersetzte Özer Suat Kaya als neuen Chef-Trainer bei Gaziantep Büyükşehir Belediyespor. Nachdem Özer mit seinem Klub in den Abstiegsbereich der Tabellen gerutscht war, gab er Ende Februar 2014 seinen Rücktritt bekannt.

## Erfolge
Mit Antalyaspor
- Aufstieg in die Süper Lig (2005/06)

Mit der Türkischen U-18-Nationalmannschaft
- U-18-Vize-Europameister: 1993